# Štefan Gürtler
Štefan Gürtler (3. prosince 1929 – 2003) byl český a československý disident a signatář Charty 77, slovenské národnosti, po sametové revoluci politik a poslanec Sněmovny lidu za Občanské fórum, respektive za Občanské hnutí.

## Biografie
Narodil se na Slovensku, od roku 1950 žil v českých zemích. Byl signatářem Charty 77 a za normalizace patřil mezi hlavní veřejné odpůrce komunistického režimu na Berounsku. Spolu s Rudolfem Battěkem stál koncem 80. let u vzniku Hnutí za občanskou svobodu. Během sametové revoluce zakládal spolu s MUDr. Janem Rybáčkem Občanské fórum na Berounsku a účastnil se za OF prvních jednání v rámci kulatého stolu v Berouně.
Ve volbách roku 1990 zasedl do Sněmovny lidu (volební obvod Středočeský kraj) za OF. Po rozkladu Občanského fóra v roce 1991 přešel do poslaneckého klubu Občanského hnutí. Ve Federálním shromáždění setrval do voleb roku 1992.
V komunálních volbách roku 1994 neúspěšně kandidoval do zastupitelstva Berouna za formaci Svobodní demokraté-OH (nástupce Občanského hnutí).